# Golden Globe 1984
La 41ª edizione della cerimonia di premiazione di Golden Globe si è tenuta il 28 gennaio 1984 al Beverly Hilton Hotel di Beverly Hills, California.
Anita Finch è stata la Miss Golden Globe dell'edizione.

## Premi per il cinema
Vengono di seguito indicati in grassetto i vincitori. Ove ricorrente e disponibile, viene indicato il titolo in lingua italiana e quello in lingua originale tra parentesi.

### Miglior film drammatico
- Voglia di tenerezza (Terms of Endearment), regia di James L. Brooks
- Reuben, Reuben (Reuben, Reuben), regia di Robert Ellis Miller
- Silkwood, regia di Mike Nichols
- Tender Mercies - Un tenero ringraziamento (Tender Mercies), regia di Bruce Beresford
- Uomini veri (The Right Stuff), regia di Philip Kaufman

### Miglior film commedia o musicale
- Yentl, regia di Barbra Streisand
- Flashdance, regia di Adrian Lyne
- Il grande freddo (The Big Chill), regia di Lawrence Kasdan
- Una poltrona per due (Trading Places), regia di John Landis
- Zelig, regia di Woody Allen

### Miglior regista
- Barbra Streisand - Yentl
- Bruce Beresford - Tender Mercies - Un tenero ringraziamento (Tender Mercies)
- Ingmar Bergman - Fanny e Alexander (Fanny och Alexander)
- James L. Brooks - Voglia di tenerezza (Terms of Endearment)
- Mike Nichols - Silkwood
- Peter Yates - Il servo di scena (The Dresser)

### Miglior attore in un film drammatico
- Robert Duvall - Tender Mercies - Un tenero ringraziamento (Tender Mercies)
- Tom Courtenay - Il servo di scena (The Dresser)
- Tom Conti - Reuben, Reuben
- Richard Farnsworth - The Grey Fox
- Albert Finney - Il servo di scena (The Dresser)
- Al Pacino - Scarface
- Eric Roberts - Star 80

### Migliore attrice in un film drammatico
- Shirley MacLaine - Voglia di tenerezza (Terms of Endearment)
- Jane Alexander - Testament
- Bonnie Bedelia - Il cuore come una ruota (Heart Like a Wheel)
- Meryl Streep - Silkwood
- Debra Winger - Voglia di tenerezza (Terms of Endearment)

### Miglior attore in un film commedia o musicale
- Michael Caine - Rita, Rita, Rita (Educating Rita)
- Woody Allen - Zelig
- Tom Cruise - Risky Business - Fuori i vecchi... i figli ballano (Risky Business)
- Eddie Murphy - Una poltrona per due (Trading Places)
- Mandy Patinkin - Yentl

### Migliore attrice in un film commedia o musicale
- Julie Walters - Rita, Rita, Rita (Educating Rita)
- Anne Bancroft - Essere o non essere (To Be or Not to Be)
- Jennifer Beals - Flashdance
- Linda Ronstadt - I pirati di Penzance (The Pirates of Penzance)
- Barbra Streisand - Yentl

### Miglior attore non protagonista
- Jack Nicholson - Voglia di tenerezza (Terms of Endearment)
- Steven Bauer - Scarface
- Charles Durning - Essere o non essere (To Be or Not to Be)
- Gene Hackman - Sotto tiro (Under Fire)
- Kurt Russell - Silkwood

### Migliore attrice non protagonista
- Cher - Silkwood
- Barbara Carrera - Agente 007 - Mai dire mai (Never Say Never Again)
- Tess Harper - Tender Mercies - Un tenero ringraziamento (Tender Mercies)
- Linda Hunt - Un anno vissuto pericolosamente (The Year of Living Dangerously)
- Joanna Pacuła - Gorky Park

### Migliore sceneggiatura
- James L. Brooks - Voglia di tenerezza (Terms of Endearment)
- Julius J. Epstein - Reuben, Reuben
- Ronald Harwood - Il servo di scena (The Dresser)
- Lawrence Kasdan e Barbara Benedek - Il grande freddo (The Big Chill)
- Willy Russell - Rita, Rita, Rita (Educating Rita)

### Migliore colonna sonora originale
- Giorgio Moroder - Flashdance
- Stewart Copeland - Rusty il selvaggio (Rumble Fish)
- Jerry Goldsmith - Sotto tiro (Under Fire)
- Michel Legrand, Alan Bergman e Marilyn Bergman - Yentl
- Giorgio Moroder - Scarface

### Migliore canzone originale
- Flashdance... What a Feeling, musica di Giorgio Moroder e testo di Keith Forsey e Irene Cara - Flashdance (Flashdance)
- Far from Over, musica e testo di Frank Stallone e Vince DiCola - Staying Alive (Staying Alive)
- Maniac, musica e testo di Michael Sembello e Dennis Matkosky - Flashdance (Flashdance)
- Over You, musica e testo di Austin Roberts e Bobby Hart - Tender Mercies - Un tenero ringraziamento (Tender Mercies)
- The Way He Makes Me Feel, musica di Michel Legrand, testo di Alan Bergman e Marilyn Bergman - Yentl (Yentl)

### Miglior film straniero
- Fanny & Alexander (Fanny och Alexander), regia di Ingmar Bergman (Svezia)
- Carmen Story (Carmen), regia di Carlos Saura (Spagna)
- The Grey Fox, regia di Phillip Borsos (Canada)
- Rita, Rita, Rita (Educating Rita), regia di Lewis Gilbert (Inghilterra)
- Il servo di scena (The Dresser), regia di Peter Yates (Inghilterra)

## Premi per la televisione
Vengono di seguito indicati in grassetto i vincitori. Ove ricorrente e disponibile, viene indicato il titolo in lingua italiana e quello in lingua originale tra parentesi.

### Miglior serie drammatica
- Dynasty
- Cuore e batticuore (Hart to Hart)
- Dallas
- Hill Street giorno e notte (Hill Street Blues)
- New York New York (Cagney & Lacey)

### Miglior serie commedia o musicale
- Saranno famosi (Fame)
- Bravo Dick! (Newhart)
- Buffalo Bill
- Cin cin (Cheers)
- Taxi

### Miglior mini-serie o film per la televisione
- Uccelli di rovo (The Thorn Birds), regia di Daryl Duke
- Chi amerà i miei bambini? (Who Will Love My Children?), regia di John Erman
- Cuore d'acciaio (Heart of Steel), regia di Donald Wrye
- Kennedy, regia di Jim Goddard
- Venti di guerra (The Winds of War), regia di Dan Curtis

### Miglior attore in una serie drammatica
- John Forsythe - Dynasty
- James Brolin - Hotel
- Tom Selleck - Magnum, P.I.
- Daniel J. Travanti - Hill Street giorno e notte (Hill Street Blues)
- Robert Wagner - Cuore e batticuore (Hart to Hart)

### Miglior attore in una serie commedia o musicale
- John Ritter - Tre cuori in affitto (Three's Company)
- Dabney Coleman - Buffalo Bill
- Ted Danson - Cin cin (Cheers)
- Robert Guillaume - Benson
- Bob Newhart - Bravo Dick! (Newhart)

### Miglior attore in una mini-serie o film per la televisione
- Richard Chamberlain - Uccelli di rovo (The Thorn Birds)
- Robert Blake - All'ultimo sangue (Blood Feud)
- Louis Gossett - Sadat
- Martin Sheen - Kennedy
- Peter Strauss - Cuore d'acciaio (Heart of Steel)

### Miglior attrice in una serie drammatica
- Jane Wyman - Falcon Crest (Falcon Crest)
- Joan Collins - Dynasty
- Tyne Daly - New York New York (Cagney & Lacey)
- Linda Evans - Dynasty
- Stefanie Powers - Cuore e batticuore (Hart to Hart)

### Miglior attrice in una serie commedia o musicale
- Joanna Cassidy - Buffalo Bill
- Debbie Allen - Saranno famosi (Fame)
- Madeline Kahn - Oh Madeline
- Shelley Long - Cin cin (Cheers)
- Isabel Sanford - I Jefferson (The Jeffersons)

### Miglior attrice in una mini-serie o film per la televisione
- Ann-Margret - Chi amerà i miei bambini? (Who Will Love My Children?)
- Susan Blakely - Credere per vivere (Will There Really Be a Morning?)
- Blair Brown - Kennedy
- Gena Rowlands - Thursday's Child (Thursday's Child)
- Rachel Ward - Uccelli di rovo (The Thorn Birds)

### Miglior attore non protagonista in una serie
- Richard Kiley - Uccelli di rovo (The Thorn Birds)
- Bryan Brown - Uccelli di rovo (The Thorn Birds)
- John Houseman - Venti di guerra (The Winds of War)
- Perry King - The Hasty Heart
- Rob Lowe - Thursday's Child
- Jan-Michael Vincent - Venti di guerra (The Winds of War)

### Miglior attrice non protagonista in una serie
- Barbara Stanwyck - Uccelli di rovo (The Thorn Birds)
- Polly Holliday - The Gift of Love: A Christmas Stor
- Angela Lansbury - The Gift of Love: A Christmas Stor
- Piper Laurie - Uccelli di rovo (The Thorn Birds)
- Jean Simmons - Uccelli di rovo (The Thorn Birds)
- Victoria Tennant - Venti di guerra (The Winds of War)

## Premi onorari
- Golden Globe alla carriera: Paul Newman